# Восточный Машоналенд
Восточный Машоналенд (англ. Mashonaland East Province) — провинция в Зимбабве. Административный центр Восточного Машоналенда — город Марондера.

## География
Провинция Восточный Машоналенд находится в северо-восточной части Зимбабве. Площадь провинции составляет 32 230 км². Территория провинции в свою очередь окружает провинцию Хараре, где расположена столица Зимбабве — город Хараре. На северо-востоке Восточного Машоналенда проходит государственная граница между Зимбабве и Мозамбиком.

## Население
По данным на 2013 год численность населения составляет 1 222 797 человек. Среди местных жителей подавляющее большинство относится к народности шона.
Динамика численности населения провинции по годам:
| 1982    | 1992      | 2002      | 2013      |
| ------- | --------- | --------- | --------- |
| 663 884 | 1 033 336 | 1 125 355 | 1 222 797 |

## Административное деление

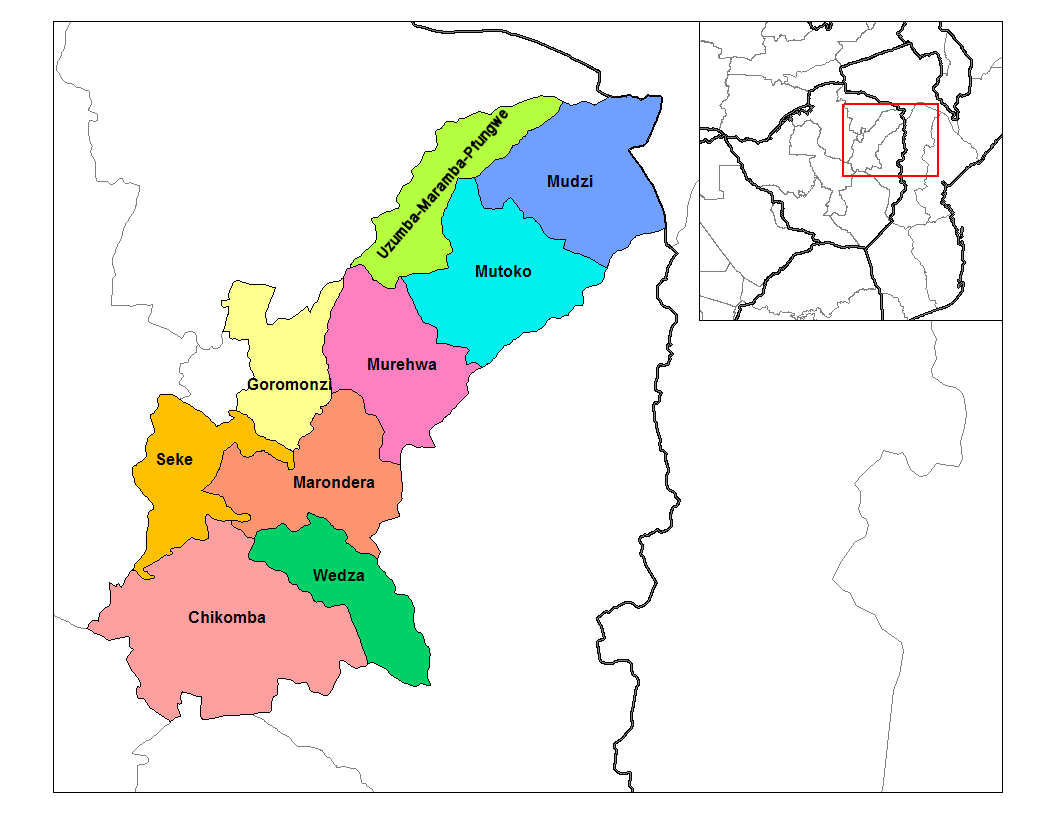
Районы провинции Восточный Машоналенд

Провинция Восточный Машоналенд подразделяется на 9 районов: Чикомба, Горомонзи, Ведза, Марондера, Мудзи, Мурева, Мутоко, Секе и Узумба-Марамба-Пфунгве.